# Adesmia patagonica
Adesmia patagonica es una especie de planta floral del género Adesmia, categorizada en la tribu Dalbergieae, de la familia Fabaceae.

## Distribución
Especie nativa de Argentina. Crece en el bioma templado.

## Taxonomía
Fue descrita por Speg. y publicada en Revista Fac. Agron. Univ. Nac. La Plata 3: 508 (1897).